# Ágnel Flores
Ágnel José Flores Hernández  (El Callao, Estado Bolívar, Venezuela; 29 de mayo de 1989) es un futbolista venezolano que juega como defensa en Titanes Fútbol Club de la Segunda División de Venezuela.

## Trayectoria

### Mineros de Guayana
Debutó a sus 17 años con Mineros de Guayana en la Temporada 2007/08 del fútbol venezolano en donde alcanzó a jugar 6 partidos sin anotar ningún gol.
Para la siguiente temporada fue traspasado al equipo vecino y uno de los grandes rivales de Mineros el AC Minervén.

### AC Minervén
Debutó junto con el club en su regreso a Primera División en el Partido que ganó por 3-0 al Zamora FC el 10 de agosto de 2008, en el que también debutó con gol, anotando al minuto 86 (el 2-0) tras quedarle un rebote de tiro de esquina, el que chutó y se coló por toda la defensa llanera para finalmente dormir en las mallas. 
Jugó 27 partidos y anotó 2 goles con el equipo. Esto le valió para empezar a ser tomado en cuenta con la Selección sub-20 de Venezuela.

### Mineros de Guayana
Regresó al Mineros luego de la desaparición del AC Minervén, alcanzó a jugar 3 Temporadas.
Para la temporada 2009/10 se afianzó más en el club, al final de la temporada terminó con una marca de 22 partidos jugados, anotando 3 goles. Esto lo ayudó para empezar a ser tomado en cuenta con la selección absoluta.
En la temporada 2010/11 fue una de sus mejores temporadas llegando a jugar 26 partidos, aunque solo alcanzó a anotar 1 gol.
Para la temporada 2011/12 ya empezó a ser constante en convocatorias a la Selección, lo que lo dejó con un saldo en el club de 22 partidos sin anotar ningún gol.
Para la Temporada 2012/13 es vendido al Deportivo Táchira F.C.

### Deportivo Táchira
Flores se subió al Carrusel Aurinegro como uno de los nuevos refuerzos en vista de la Primera División Venezolana 2012/13, la Copa Venezuela 2012 y la Copa Sudamericana 2012.
Debutó de forma internacional con el club el 25 de julio de 2012 en partido (de ida) de la Copa Sudamericana 2012 frente al Barcelona de Guayaquil, partido que finalizaría con marcador empatado de 0-0. Su segundo partido lo jugaría frente al mismo equipo el 8 de agosto de 2012, esta vez en condición de visitante, por la vuelta, el partido terminó con un marcador 5-1 a favor de los locales, descontando para el Táchira al minuto 80' sobre el manchón de penal César González; con éste marcador el Deportivo Táchira quedó rápidamente eliminado de la Copa Sudamericana. Ágnel jugó los 90 minutos en ambos encuentros.
Debutó con el Táchira en el fútbol nacional el 19 de agosto de 2012 frente a Yaracuyanos Fútbol Club por la Jornada 2 del Torneo Local, partido que finalizaría 0-0, entrando al minuto 83' sustituyendo a Engelberth Pérez. No jugó el primer partido debido a su convocatoria con la Selección Nacional.
Terminó el Torneo Apertura 2012 con un saldo de 13 partidos jugados, 12 de titular, 1 de suplente, recibiendo 3 tarjetas amarillas, sin anotar goles.
Su único en gol En el Deportivo Táchira fue ante el Caracas en la final de la Copa Venezuela 2013. Tras finalizar el Torneo Apertura 2017 se desvinculó del Deportivo Táchira y quedó como agente libre.

### Monagas SC
El 15 de julio de 2017 es anunciado como nuevo jugador del Monagas SC como refuerzo de cara al Torneo clausura 2017; el volante llegó como agente libre y firmó su vínculo por un año y medio.

## Clubes
| Club                | País      | Año       | PJ  | Goles |
| ------------------- | --------- | --------- | --- | ----- |
| Mineros de Guayana  | Venezuela | 2007-2008 | 6   | 0     |
| Minervén            | Venezuela | 2008-2009 | 27  | 2     |
| Mineros de Guayana  | Venezuela | 2009-2012 | 75  | 4     |
| Deportivo Táchira   | Venezuela | 2012-2017 | 124 | 2     |
| Monagas Sport Club  | Venezuela | 2017-2018 | 35  | 2     |
| Atlético Venezuela  | Venezuela | 2019-2020 | 44  | 0     |
| Deportivo la Guaira | Venezuela | 2021      | 19  | 0     |
| ACD Lara            | Venezuela | 2022      | 12  | 1     |
| Titanes Fútbol Club | Venezuela | 2023      | ?   | ?     |
| Total en su carrera |           |           | 232 | 8     |

## Títulos

### Campeonatos nacionales
| Título           | Club               | País      | Año  |
| ---------------- | ------------------ | --------- | ---- |
| Copa Venezuela   | Mineros de Guayana | Venezuela | 2011 |
| Primera División | Monagas            | Venezuela | 2017 |